# Gulgrå lövmätare
Gulgrå lövmätare (Scopula marginepunctata) är en fjärilsart som beskrevs av Johann August Ephraim Goeze, 1781. Gulgrå lövmätare ingår i släktet Scopula och familjen mätare, Geometridae. Enligt den svenska rödlistan är arten akut hotad, (CR) i Sverige. Arten förekommer sällsynt i Skåne. Artens livsmiljö är kustnära områden. Två underarter finns listade i Catalogue of Life, Scopula marginepunctata argillacea och Scopula marginepunctata terrigena båda beskrivna av Louis Beethoven Prout 1913 resp. 1935.

## Bildgalleri

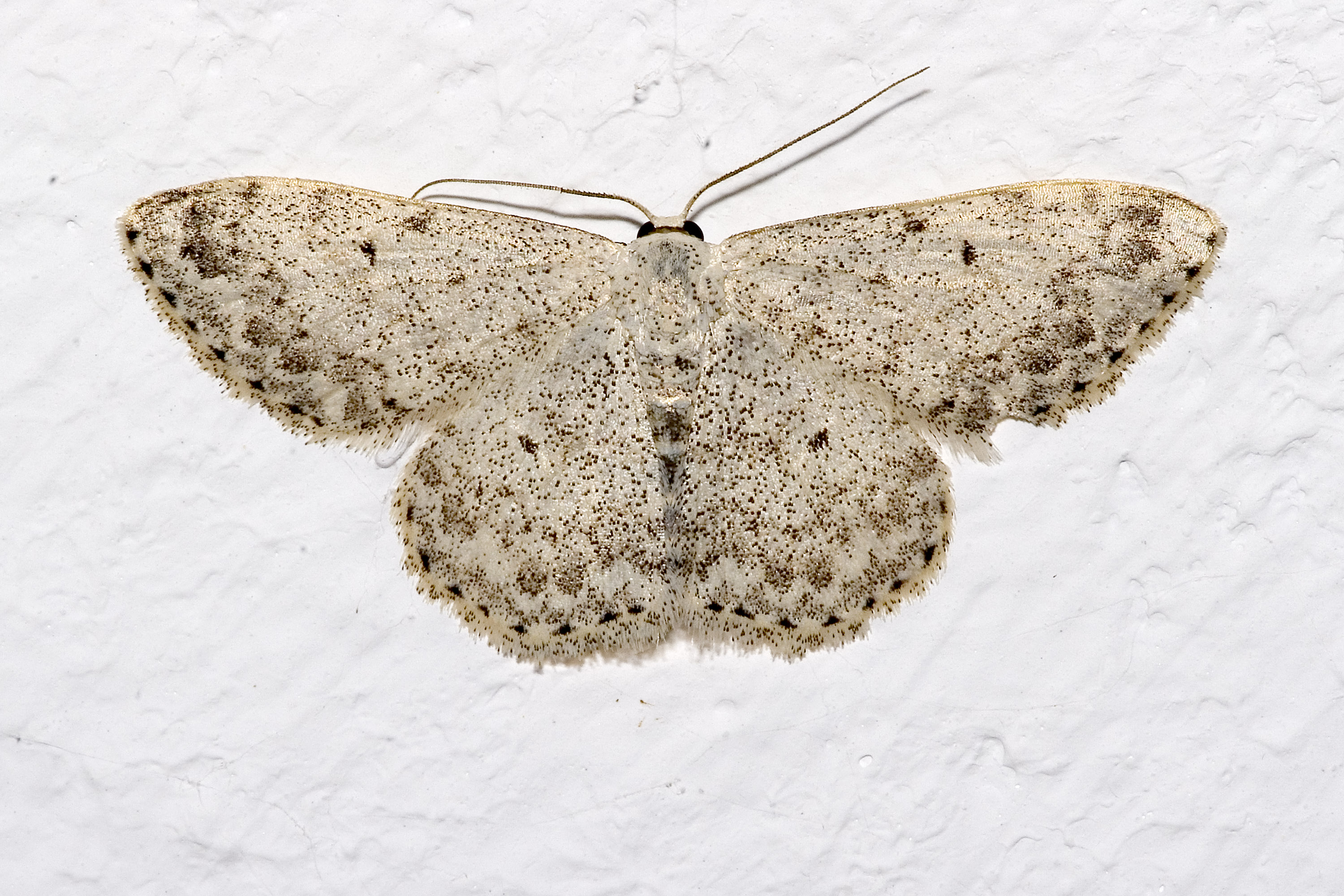
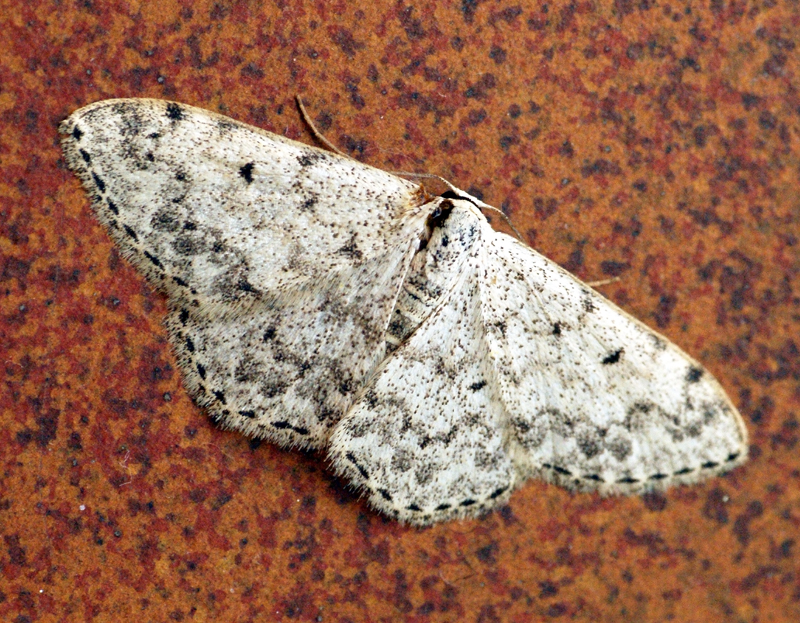
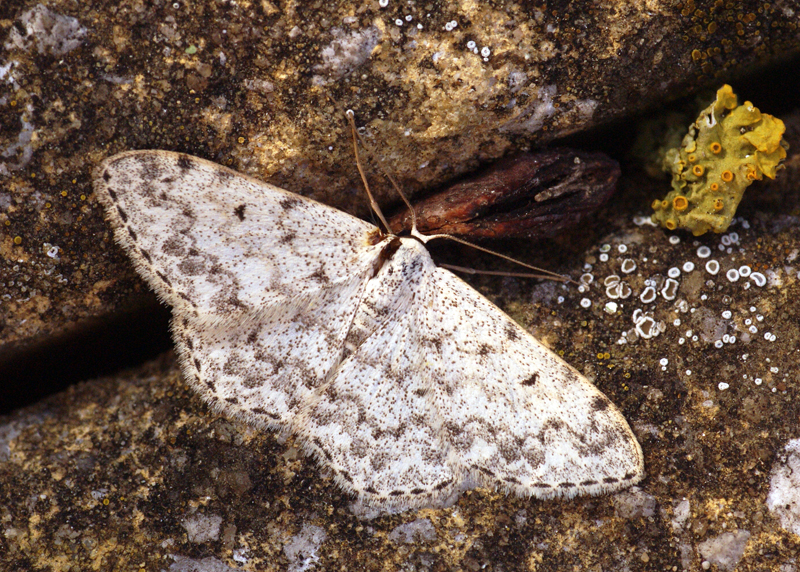